# 깟띠엔 고고학 유적지
깟띠엔 고고학 유적지 또는 깟띠엔 성소(Thánh địa Cát Tiên)는 베트남 럼동성 깟띠엔 국립공원의 두 부문 사이에 위치한 고고학 유적지이다. 1985년에 우연히 발견된 이 사이트는 꽝응아이사에서 득포사에 이르렀으며, 중부 고지 남부의 럼동성 깟띠엔현, 깟띠엔현에 위치한 꽝응아이에서 주요 고고학적 유물이 집중되어 있다. 이 유적지를 개발한 알려지지 않은 문명은 4세기에서 9세기 사이에 거주했다.

## 화보
이곳에서 발굴된 유물:

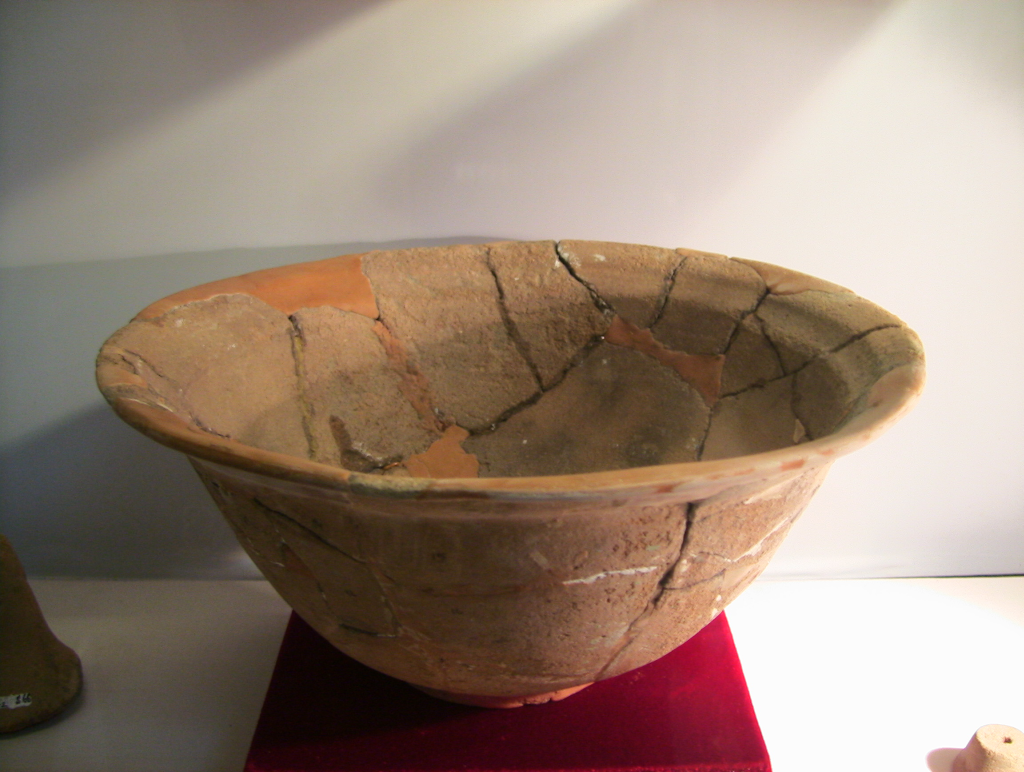
Bát gốm 항아리 그릇
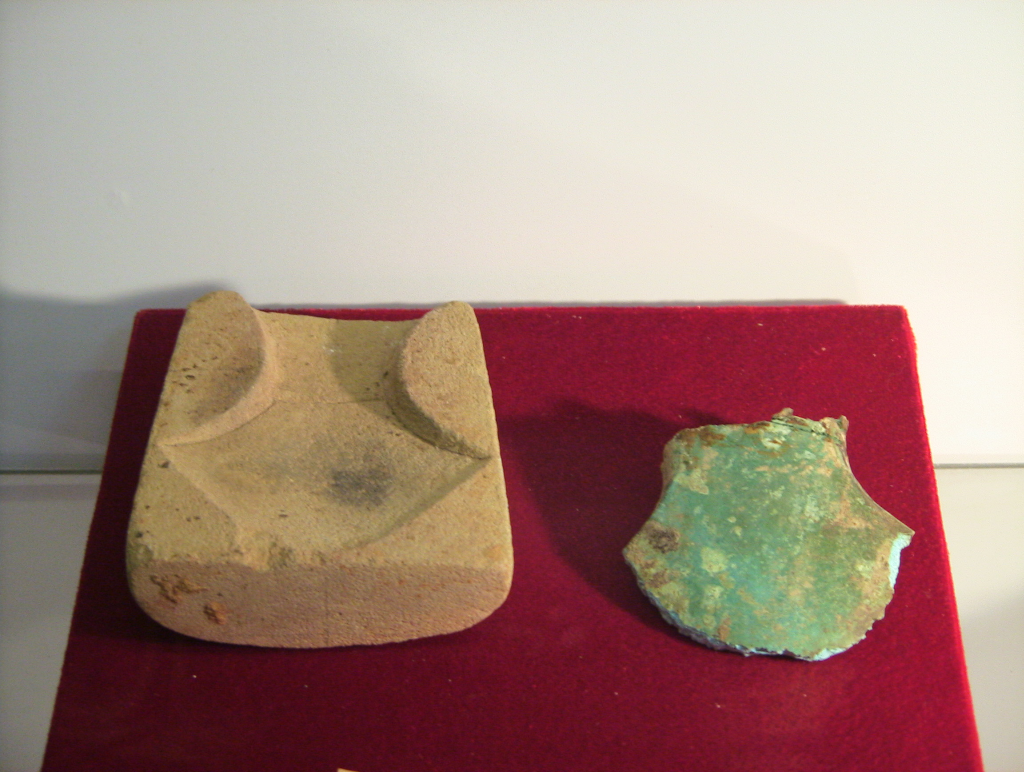
Rìu đồng và khuôn đúc 구리 도끼와 틀
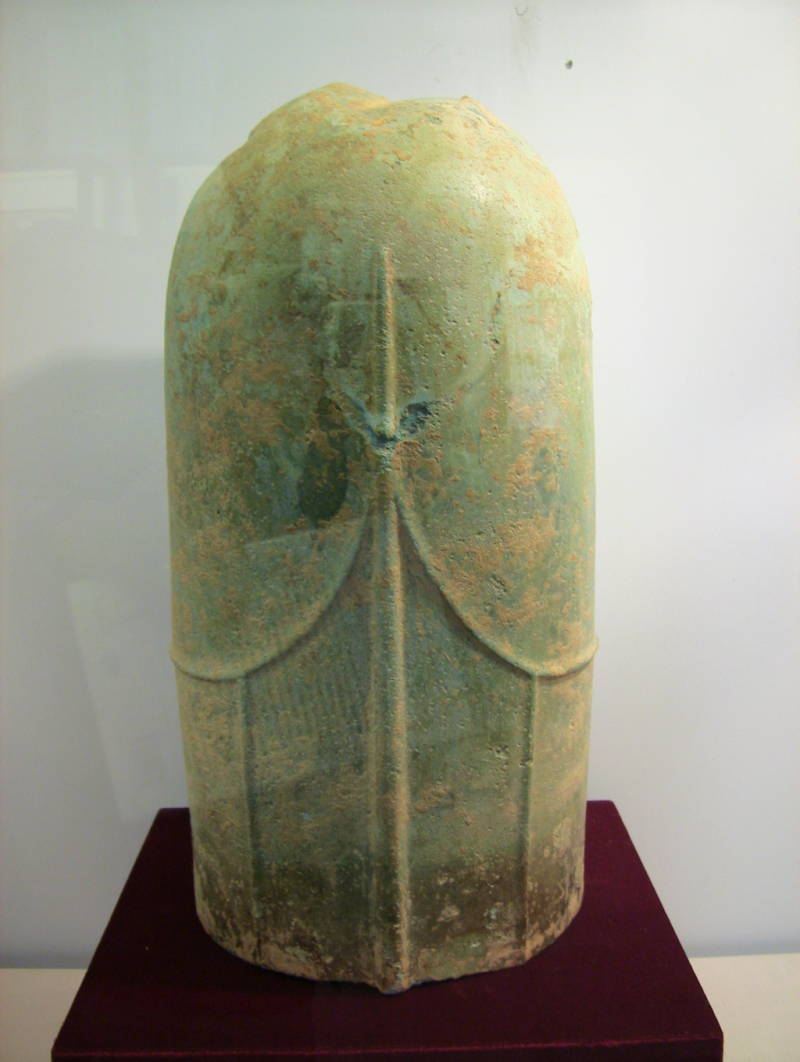
Linga đồng 구리 링가
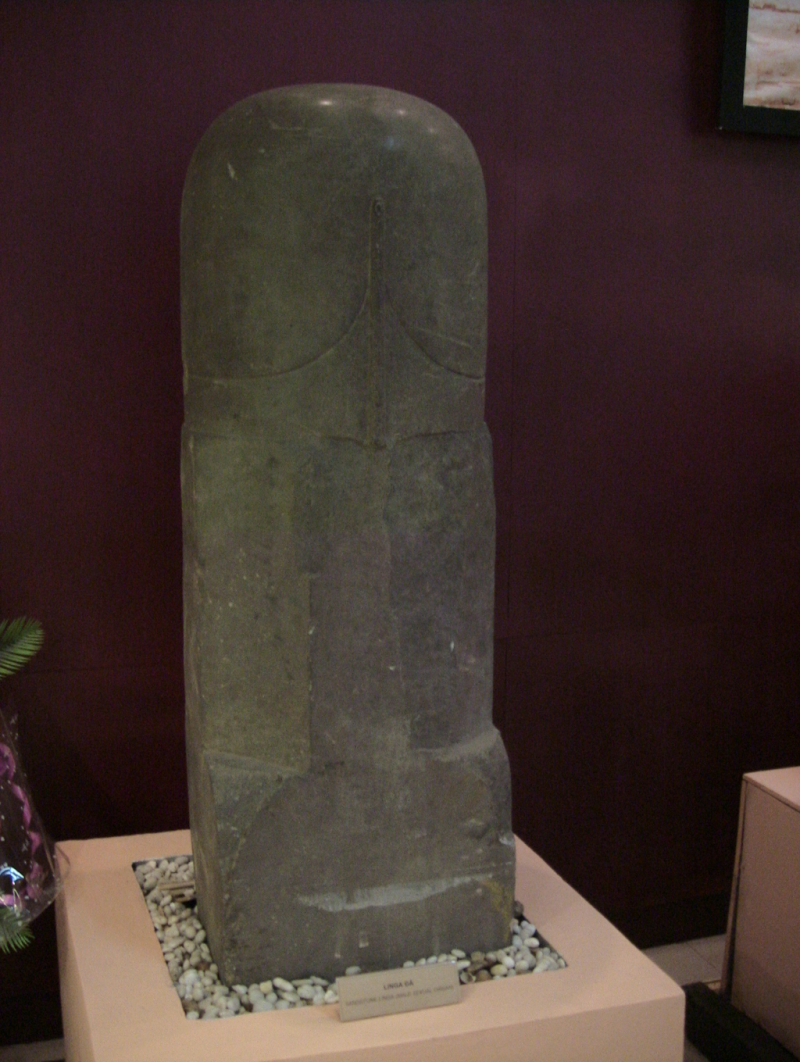
Linga đá 석조 링가
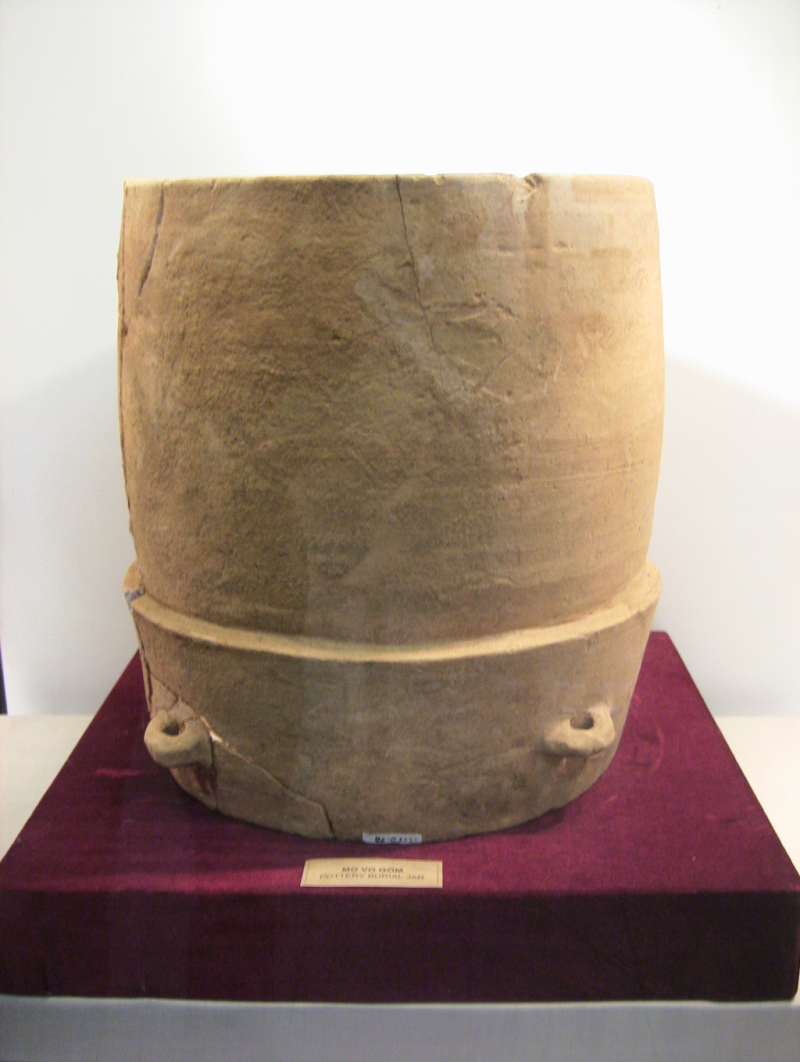
Mộ vò gốm 도기 매장 항아리
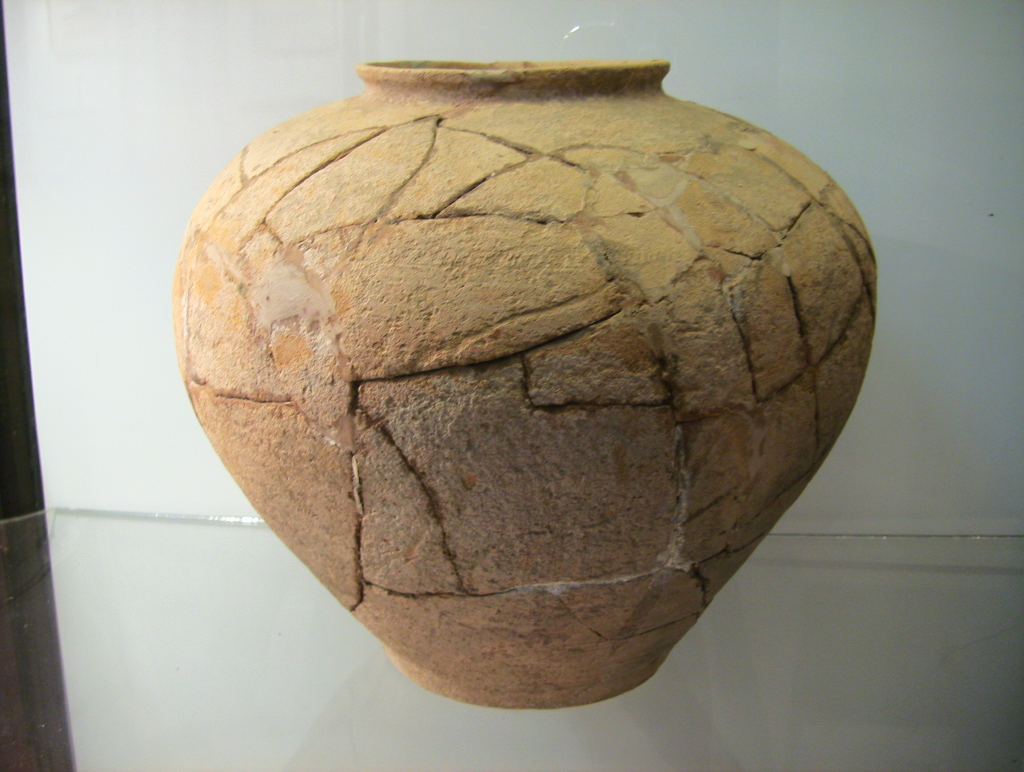
Mộ vò gốm 도기 매장 항아리
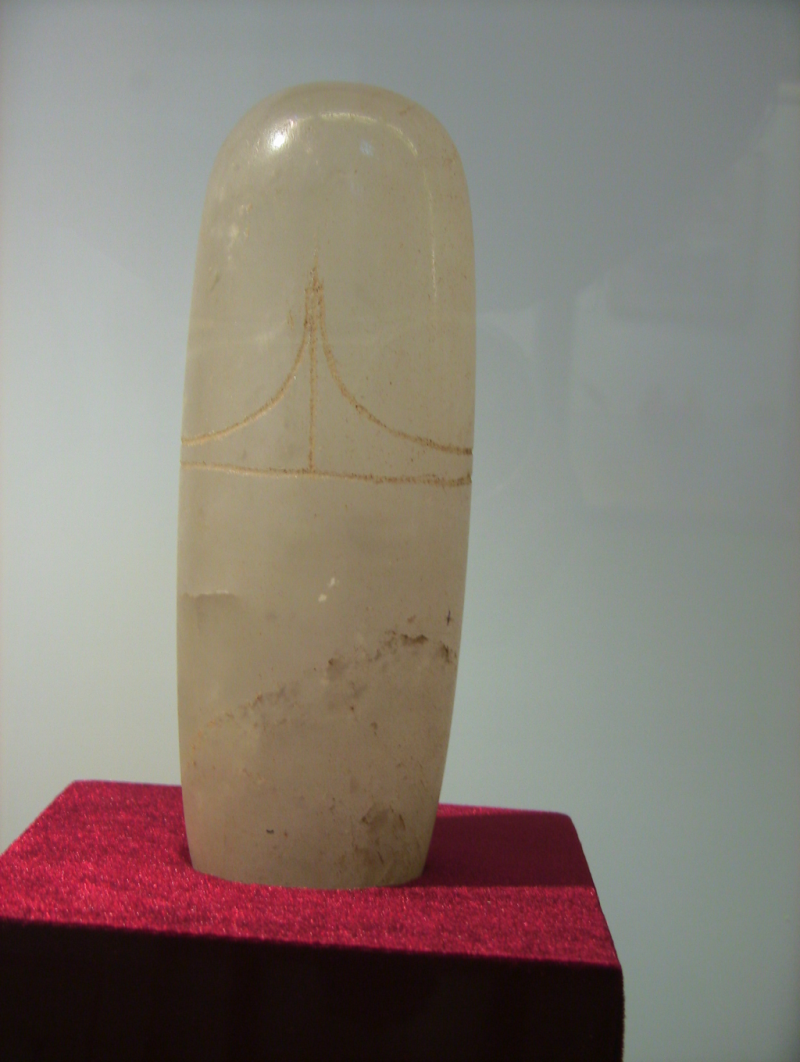
Linga bán thạch anh 돌이 섞인 수정 링가
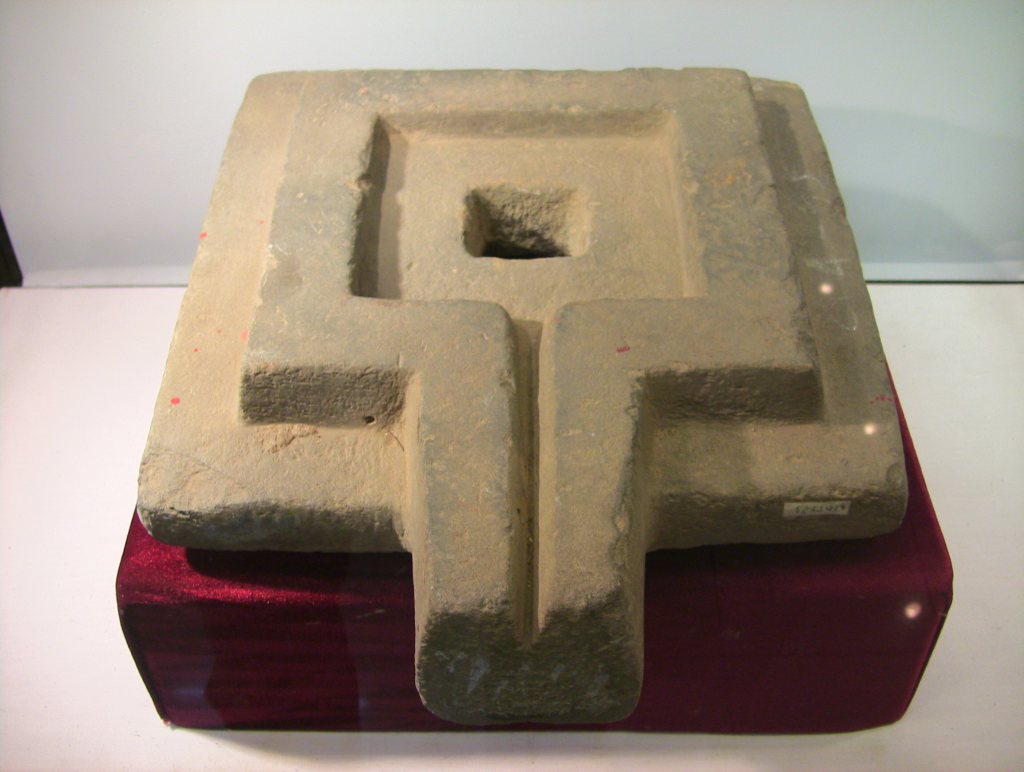
Yoni đá 석조 요니
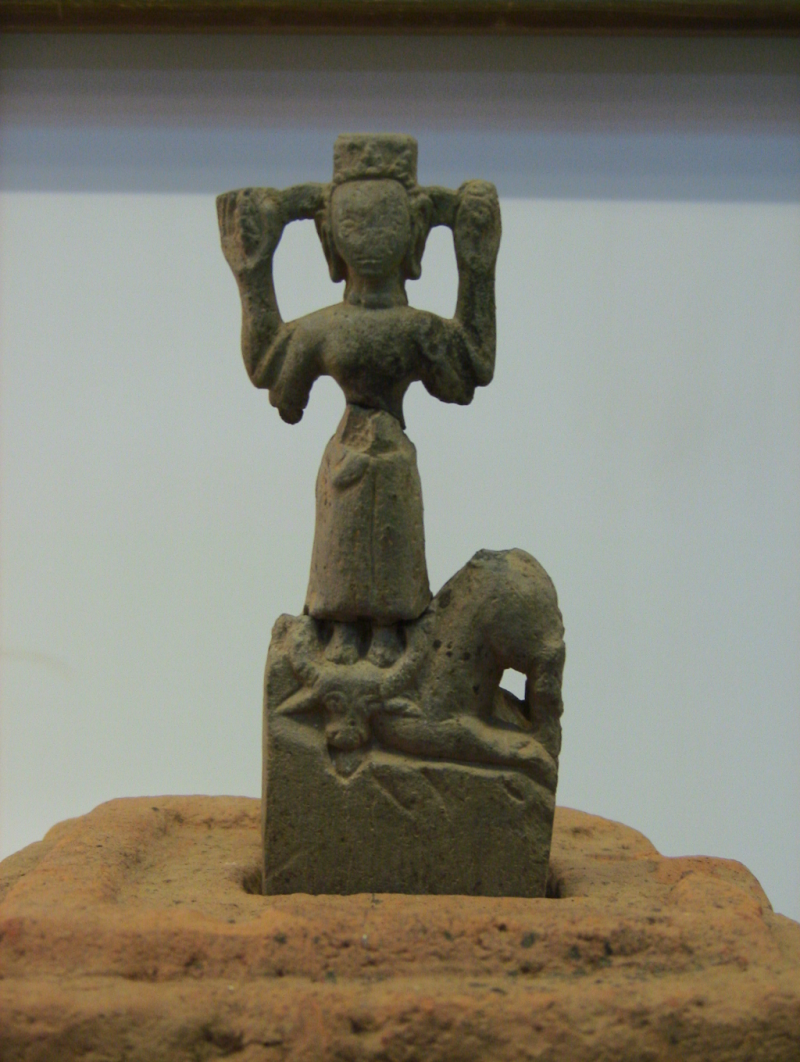
Tượng nữ thần Uma cưỡi quỷ trâu Mahisa 마히사 버팔로 괴물을 타고 있는 우마상
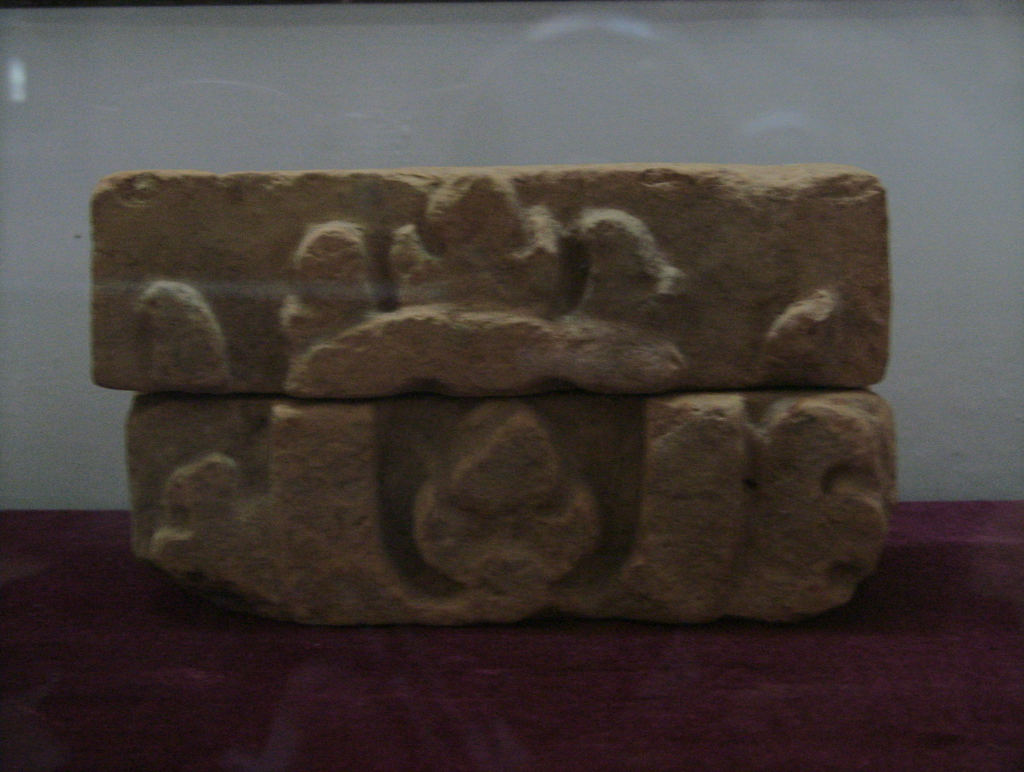
Gạch xây tháp 탑 건설을 위한 벽돌